# Fall City
Fall City és una concentració de població designada pel cens dels Estats Units a l'estat de Washington. Segons el cens del 2000 tenia 1.638 habitants.

## Demografia
Segons el cens del 2000, Fall City tenia 1.638 habitants, 644 habitatges, i 473 famílies. La densitat de població era de 482,8 habitants per km².
Dels 644 habitatges en un 33,9% hi vivien nens de menys de 18 anys, en un 58,9% hi vivien parelles casades, en un 8,5% dones solteres, i en un 26,4% no eren unitats familiars. En el 19,7% dels habitatges hi vivien persones soles el 7,8% de les quals corresponia a persones de 65 anys o més que vivien soles. El nombre mitjà de persones vivint en cada habitatge era de 2,54 i el nombre mitjà de persones que vivien en cada família era de 2,91.
Per edats la població es repartia de la següent manera: un 25,1% tenia menys de 18 anys, un 5,7% entre 18 i 24, un 32% entre 25 i 44, un 25,1% de 45 a 60 i un 12,1% 65 anys o més.
L'edat mediana era de 40 anys. Per cada 100 dones de 18 o més anys hi havia 99,2 homes.
La renda mediana per habitatge era de 61.848 $ i la renda mediana per família de 68.529 $. Els homes tenien una renda mediana de 42.325 $ mentre que les dones 32.143 $. La renda per capita de la població era de 25.189 $. Aproximadament el 2,4% de les famílies i el 4,1% de la població estaven per davall del llindar de pobresa.

## Poblacions més properes
El següent diagrama mostra les poblacions més properes.